# Cepaea vindobonensis
Cepaea vindobonensis е вид коремоного от семейство Helicidae.

## Разпространение
Видът е разпространен в Австрия, Албания, Босна и Херцеговина, България, Гърция, Италия, Молдова, Полша, Северна Македония, Румъния, Словакия, Словения, Украйна, Унгария, Хърватия и Чехия. Реинтродуциран е в Германия.